# Дом Фауста
Дом Фауста (чеш. Faustův dům) — здание на южной стороне Карловой площади в  стиле Ренессанс с элементами в стиле барокко, вокруг которого расположен большой сад.
Дом известен благодаря легенде, согласно которой здесь жил немецкий учёный и чернокнижник Иоганн Георг Фауст. Именно в этом доме доктор поставил свою знаменитую подпись. Когда служба чёрта подошла к концу, дьявол отправил Фауста в ад и сделал это с такой энергией, что пробил в потолке дыру. Согласно преданию, многие каменщики долгое время не могли заделать эту.
История дома имеет с легендой много общего. В здании в течение веков жили алхимики и физики, многие факты соответствуют преданию, которое распространилось на всю Европу. Неудивительно, оно перенеслось на дом в Праге.
Ещё в XIV веке на этом месте стоял Опавский дом — дворец ветви Пржемысловичей, в котором князь Вацлав занимался алхимией. В 1590 году в доме Фауста при дворе Рудольфа II работал английский алхимик Эдвард Келли, судьба которого была трагической. После 1724 года здесь проводил свои алхимические и химические эксперименты Фердинанд Антонин Младота.

## История
Дом Фауста находится на участке, где в XIV веке стоял дворец ветви Пржемысловичей. Один из них, Вацлав, интересовался естественными науками; таким образом, он стал первым из тех, о ком сложены легенды этого дома.
Когда начались Гуситские войны, в 1420 году объект был передан новоместкому бурмистру Петру Каменику. После 1434 года объект стал принадлежать городскому совету Нове-Места. В 1439 — 1464 года здесь жил юрист Опатовских князей Прокоп, известный в своё время человек, автор книги о стилистике, преподаватель Пражского университета.
Готическое здание было в середине XVI века (вероятно, уже после смерти исторического Фауста) перестроено в ренессансном стиле. Тогда оно принадлежало Иоганну Коппу, придворному доктору Фердинанда I. Здесь он создал свои самые известные работы.
При Рудольфе II дом принадлежал звездочёту Якубу Куцинке. У него было два сына, которые не поладили между собой. Младший убил старшего, обвинив того в сокрытии клада в стенах дома. После этого он был приговорён к смертной казни и повешен на «Конском рынке» (Вацлавской площади).
В 1590 году дом был куплен Эдвардом Келли, который поехал в Прагу по стопам своего старшего коллеги Джона Ди. Сначала оба работали у Рожмберков, вскоре Келли получил всеобщее признание за шарлатанские трюки и получил дворянский чин от Рудольфа II. Алхимик не испытывал недостатка в деньгах, о чём говорит и покупка этого дома — довольно крупного, расположенного на самой большой и престижной площади. Однако вскоре Келли потерял симпатии при дворе, когда убил любимчика Рудольфа II Йиржи Гунтера. Чернокнижник был посажен в тюрьму в Кршивоклате. При попытке бежать он сломал ногу, был возвращён в заключение, где вскоре умер.
Следующий хозяин здания — Фердинанд Антонин Младота — вошёл в пражские легенды ещё глубже. Он приобрёл дом в 1724 году, а уже в следующем году повелел перестроить в барочном стиле под руководством архитектора Франца Максимилиана Каньки. Младота посвящал себя практическим экспериментам в физике и химии; в его окнах часто видели разноцветное пламя, и люди обходили этот дом по большой дуге.
Сын Фердинанда Йозеф Петр Младота занялся изучением механики. Так как тягу к науке в нём считали наследственной, ему разрешили пользоваться физическим кабинетом Клементинума. Свои опыты он продолжал и дома, где создал лестницы, поднимающиеся механически, или двери, которые открывались сами. От ручек дверей вполне могло бить током. За эти чудеса его боялись. Возможно, многие секреты он унёс в могилу в 1789 году.
Легенда о докторе Фаусте, которая распространилась по всей Европе, была перенесена на пражский дом, появилась история про дыру в потолке. Это нашло отражение в работах многих писателей, в первую очередь Алоиса Йирасека, также Яна Коллара и многих других.
Долгое время дом пустовал. В 1838—1902 здесь располагался частный институт, учебное заведение для глухонемых. Владельцем был Вацлав Форст, специалист в этой области.
Также интерес вызывает Карел Яэниг, священник церкви Святого Яна Непомуцкого на Скальце, который получил служебное жильё в доме Фауста. Он был коллекционером вещей, которые для кого-то были последними в жизни. Стены своей комнаты он покрасил чёрной краской и украсил погребальными надписями, спал в деревянном гробу вместо постели, рядом стоял череп. Гвоздём программы в своей коллекции он считал виселицу. В 1914 году он умер. В завещании он велел положить себя в гроб лицом вниз, а также пожелал, чтобы на кладбище его везли на упряжке волков. Эти пожелания исполнены не были.
С 1903 года в этом здании помещалась больница. 13 августа 1925 года при ремонте фасада упали леса. Все, кто там работал, получили ранения, что газетчики связали с проклятьем дома. В самом конце Второй мировой войны 14 февраля 1945 в здание попала бомба, пробила крышу и перекрытия двух этажей. Возникший пожар был ликвидирован благодаря своевременной и слаженной реакции работников больницы.